# کرکا
کرکا (به اسلونیایی: Krka) شرکت داروسازی اسلوونیایی است، که در سال ۱۹۵۴ راه‌اندازی شد و در حال حاضر محصولات خود را به بیش از ۷۰ کشور جهان عرضه می‌کند. کارخانجات تولیدی این شرکت در کشورهای کرواسی، لهستان، روسیه و آلمان مستقر هستند.